# Серова, Елизавета Ивановна
Елизаве́та Ива́новна Серо́ва (6 июня 1945, Ушемнур, Новоторъяльский район, Марийская АССР, РСФСР, СССР) — бригадир штукатуров СУ-16 треста «Маригражданстрой» (1972―2000). Лауреат Государственной премии СССР (1988). Заслуженный строитель Марийской АССР (1979).

## Биография
Родилась 6 июня 1945 года в дер. Ушемнур ныне Новоторъяльского района Марийской АССР в крестьянской семье.
В 1962 году окончила Йошкар-Олинское строительное училище № 1. В 1962—1972 годах — штукатур-маляр ССУ-7 Марстройтреста, в 1972—2000 годах — бригадир штукатуров СУ-16 треста «Маригражданстрой».
В 1988 году ей присуждена Государственная премия СССР. В 1979 году присвоено почётное звание «Заслуженный строитель Марийской АССР». Награждена орденом «Знак Почёта» и медалями.

## Трудовые награды и звания
- Заслуженный строитель Марийской АССР (1979)[2]
- Орден «Знак Почёта» (1976)[2]
- Государственная премия СССР (1988)[2] — за большой личный вклад в развитие коллективного подряда и внутрипроизводственного хозрасчёта в строительстве